# 托尔西和普利尼
托尔西和普利尼（法語：Torcy-et-Pouligny，法語發音：[tɔʁsi e puliɲi]）是法国科多尔省的一个市镇，位于该省西部，属于蒙巴尔区。

## 地理
托尔西和普利尼（47°29'36"N, 4°13'21"E）面积10.31 平方千米，位于法国勃艮第-弗朗什-孔泰大區科多尔省，该省份为法国中东部省份，北起奥布省，西接涅夫勒省和约讷省，南至索恩-卢瓦尔省，东南接汝拉省，东临上索恩省，东北部与上马恩省接壤。
与托尔西和普利尼接壤的市镇（或旧市镇、城区）包括：热莱巴尔、巴尔莱塞普瓦斯、科龙布勒、埃普瓦斯、福尔莱昂、热奈、维克德沙斯奈。
托尔西和普利尼的时区为UTC+01:00、UTC+02:00（夏令时）。

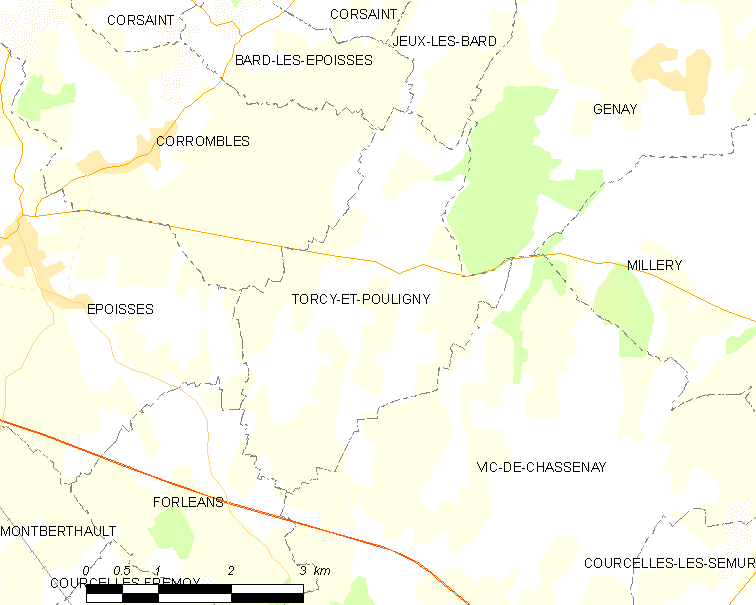
托尔西和普利尼的OSM定位图

## 行政
托尔西和普利尼的邮政编码为21460，INSEE市镇编码为21640。

## 政治
托尔西和普利尼所属的省级选区为欧苏瓦地区瑟米尔县。

## 交通
科多尔省省道D4M线、D103A线和D954线在境内交汇。

## 人口

1962-2008年间托尔西和普利尼人口变化图示

托尔西和普利尼于2022年1月1日时的人口数量为207人。